# آیت واگذاری
آیت واگذاری کشتی‌گیر کشتی آزاد ایران زاده شهرستان جویبار و برادر عزیز واگذاری است. او در مسابقات قهرمانی آسیا در سال ۱۹۸۷ در بمبئی مدال طلا و در بازی های اسیایی  پکن ۱۹۹۰ مدال نقره و در المپیک سئول ۱۹۸۸ عنوان پنجم را کسب کرد.